# Villardeciervos (Villardevós)
Villardeciervos (llamada oficialmente San Vicente de Vilar de Cervos) es una parroquia y un lugar del municipio español de Villardevós, en la provincia de Orense, Galicia.

## Toponimia
La parroquia también es conocida por el nombre de San Vicente de Villardeciervos.

## Organización territorial
La parroquia está formada por una entidad de población:
- Villardeciervos (Vilar de Cervos)

## Demografía
Gráfica demográfica del lugar y parroquia de Villardeciervos según el INE español:
| Gráfica de evolución demográfica de Villardeciervos entre 2000 y 2023 |
|                                                                       |
| Datos según el nomenclátor publicado por el INE.                      |